# Göljarydsgölen (Bälaryds socken, Småland)
Göljarydsgölen är en sjö i Aneby kommun i Småland och ingår i Motala ströms huvudavrinningsområde.